# 柚子醋

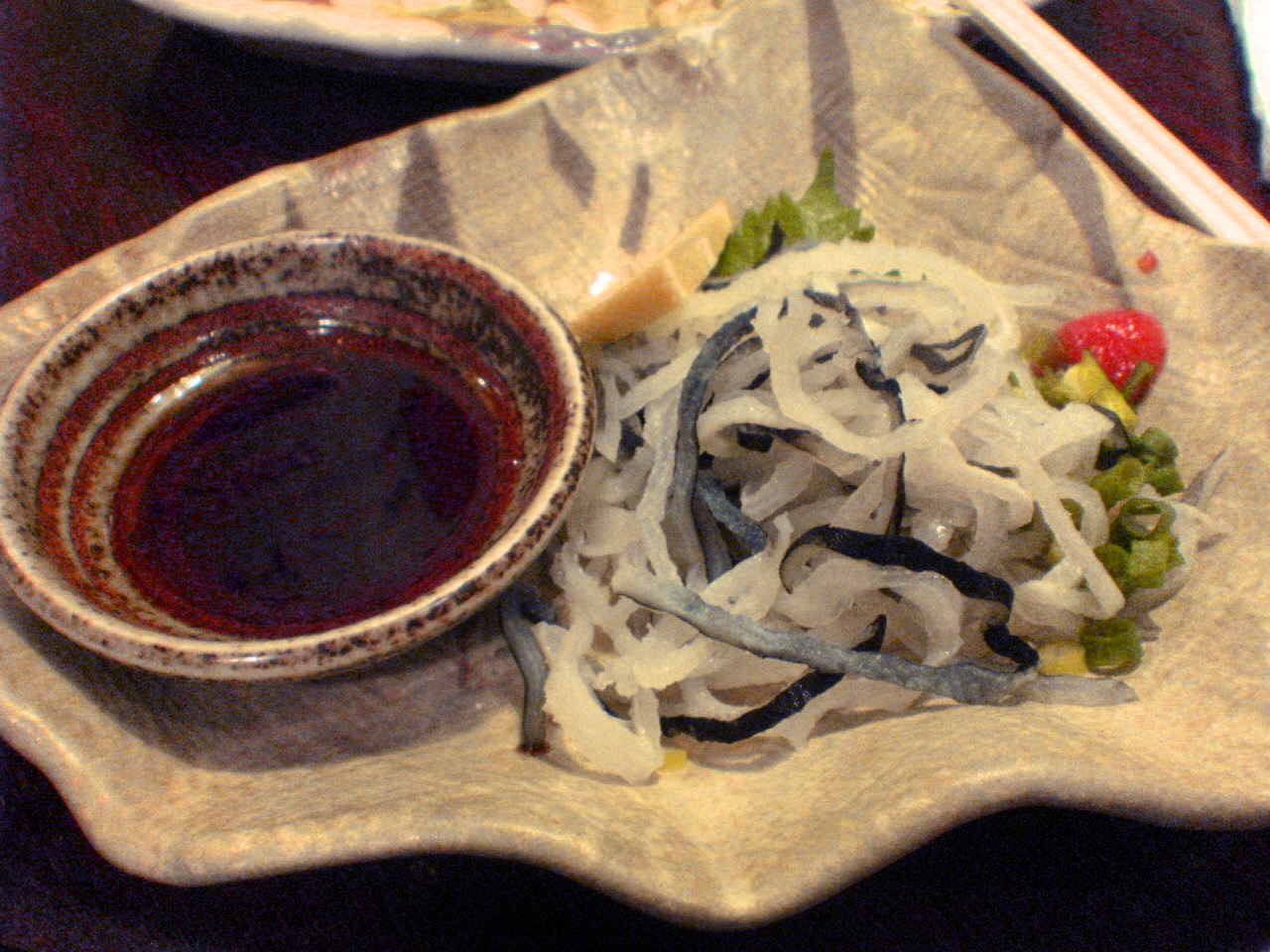
柚子醋醬油

柚子醋（日语：ポン酢）是使用柑橘類果汁製作的日本料理調味料。狹義的柚子醋是檸檬、青柠、酸橙、柚子（香橙）、酢橘等柑橘類的果汁加入醋而製成的一種調味料。如果把柚子醋和醬油混合，可稱之為柚子醬油。

## 起源
語源是荷蘭語的「pons」，一種在蒸餾酒加入柑橘類果汁、砂糖、香辛料等混合而成的雞尾酒。本身和醋沒有關係，只是發音相同產生的訛誤。

## 脚注
1. ↑  小学館国語辞典編集部編「ポン酢」『日本国語大辞典』第2版、小学館、2000-2002年